# جف وایدنر
جف وایدنر (به انگلیسی: Jeff Widener) عکاس و خبرنگار آمریکایی متولد ۱۱ اگوست ۱۹۵۶ در آمریکا است او در کالیفرنیای جنوبی بزرگ شد و مدرک روزنامه‌نگاری خود را از دانشگاه مورپارک دریافت کرد. جف وایدنر بیشتر به خاطر عکس معروفش از مرد ایستاده در برابر تانک‌ها ثبت کرد، به نماد سرکوب جنبش آزادیخواهی در میدان تیان‌آنمن بدل شد. عکسی که در سال ۱۹۹۰ نامزد دریافت جایزهٔ پولیتزر شد.

## زندگی‌نامه
جف وایدنر متولد ۱۱ اگوست ۱۹۵۶ در آمریکا است او در کالیفرنیای جنوبی بزرگ شد و مدرک روزنامه‌نگاری خود را از دانشگاه مورپارک دریافت کرد.
وایدنر در سال ۱۹۷۴ بورس تحصیلی ملی اسکولاستیک کداک را از بین هشت هزار دانشجو در سراسر ایالات متحده از آن خود کرد.
این جایزه شامل تور مطالعاتی آفریقای شرقی بود و تجربه منحصر به فردی برایش رقم زد که جفت وایدنر را به سمت حرفه روزنامه‌نگاری سوق داد چهار سال بعد وایدنر به عنوان عکاس در روزنامه‌های مختلف شروع به کار کرد.
اولین مأموریت خارجی او عکاسی از شورشهای همبستگی در لهستان بودشورشی که برای دفاع از حقوق کارگران و کارمندان تشکیل و سپس به هسته اصلی مقاومت عمومی در برابر حکومت لهستان تبدیل شد.
جفت وایدنر در سال ۱۹۹۵_۱۹۸۹به عنوان دبیر عکس آسوشیتدپرس(AP) در جنوب شرقی آسیا استخدام شد و در آنجا اتفاقات مهم منطقه را پوشش داد او در آن برهه زمانی عکسهای را از افغانستان، کامبوج، برمه، سوریه، اردون، هند، ویتنام و پاکستان گرفت.
او همچنین عکسهای زیادی از سلبریتی‌ها، سیاستمداران و ورزشکاران نظیر مایکل جکسون، سیلوِستِر اِستالونه، مکداول، جرج بوش،
بیل کلینتون، دنیس رادمن را به ثبت رساند.
مهم‌ترین و معروفترین عکس وایدنر عکسی است که در بحبوحه سرکوبها و هرج مرج‌ها در میدان تیان‌آنمن چین گرفت عکسی از مردی که بعدها به مرد تانکی معروف شد این مرد در جلوی ردیفی از تانکها به سوی میدان در حال حرکت بودند ایستاد و حتی با بالا رفتن از آن با خدمه آن مشغول صحبت شد اما اندکی بعد چند نفراو را از آن محل دور کردند. جفت وایدنر با دوربین خود ثبت کننده لحظه ایستادن این مرد در برابر تانکها بود عکسی که بسیاری را در جهان میخکوب کرد و باعث شد رویداد میدان تیان‌آنمن چین پیش از پیش در ذهن جهانیان نقش ببندد. روزنامه‌ها و مجلات زیادی در سراسر دنیا این عکس را در فرمت بزرگ منتشر کردند، وبسایت AOL این عکس را به عنوان یکی از ده عکس مشهور تاریخ جهان انتخاب کرد.
با این حال بعد از گذشت سالها این عکس همچنان در چین ممنوع است و هنگام سرچ کردن کلمه تیان‌آنمن در چین به چیزی جز عکسها از این میدان و خیابانهای اطراف نخواهید رسید، دولت چین هنوز این هم تراژدی انسانی را به گردن نگرفته و به تقصیر خود اذعان نکرده‌است.
جف در طی سالها، بیش از ۱۰۰ کشور را تحت پوشش عکس‌های خود قرار داده‌است. کشورهایی که درگیر ناآرامی‌های مدنی و جنگ‌های اجتماعی بودند. او همچنین نخستین عکاس خبری بود که تصاویر دیجیتالی را از قطب جنوب ثبت کرد.
وقتی وایدنر ۵۷ سال داشت دعوت نامه ای از یک سازمان غیردولتی مستقل در شیکاگو برای عکاسی در آفریقای دریافت کرد این سازمان مردم نهاد در آنگولا مدرسه احداث می‌کرد و به کودکان کفش هدیه می‌داد.